# Västra Kärrstorps socken
Västra Kärrstorps socken i Skåne ingick i Oxie härad och är sedan 1974 en del av Svedala kommun, från 2016 inom Törringe-Västra Kärrstorps distrikt.
Socknens areal är 14,77 kvadratkilometer varav 14,00 land. År 1995 fanns här 309 invånare. Kyrkbyn Västra Kärrstorp med sockenkyrkan Västra Kärrstorps kyrka ligger i socknen. 

## Administrativ historik
Socknen har medeltida ursprung. Före den 1 januari 1886 (ändring enligt beslut den 17 april 1885) var namnet Kärrstorps socken.
Vid kommunreformen 1862 övergick socknens ansvar för de kyrkliga frågorna till Kärrstorps församling och för de borgerliga frågorna bildades Kärrstorps landskommun. Landskommunen uppgick 1952 i Månstorps landskommun som upplöstes 1974 då denna del uppgick i Svedala kommun. Församlingen uppgick 1998 i Törringe-Västra Kärrstorps församling som 2002 gick upp i Svedala församling.
1 januari 2016 inrättades distriktet Törringe-Västra Kärrstorps, med samma omfattning som Törringe-Västra Kärrstorps församling hade 1999/2000 och fick 1998, och vari detta sockenområde ingår.
Socknen har tillhört län, fögderier, tingslag och domsagor enligt vad som beskrivs i artikeln Oxie härad. De indelta soldaterna tillhörde Södra skånska infanteriregementet,  Skytts kompani och Skånska husarregementet, Arrie skvadron, Månstorps kompani.

## Geografi
Västra Kärrstorps socken ligger norr om Trelleborg och sydost om Malmö kring Sege å i norr. Socknen är en småkuperad odlingsbygd.

## Fornlämningar
Boplatser och lösfynd från stenåldern är funna.

## Namnet
Namnet skrevs 1350 Kärstorp och kommer från kyrkbyn. Efterleden innehåller torp, 'nybygge'. Förleden innehåller troligen kärr..